# Woronowycia
Woronowycia (ukr. Вороновиця, pol. hist. Woronowica) – miasteczko na Ukrainie w rejonie winnickim obwodu winnickiego. W dawnym pałacu Grocholskich, nabytym później przez W. Możajskiego, znajduje się obecnie muzeum lotnictwa.

## Historia
Pierwsza pisana wzmianka o miejscowości z 1391 r. Nadanie praw miejskich przez króla Augusta III w 1748 r. 
Podczas okupacji hitlerowskiej, w sierpniu 1941 roku Niemcy utworzyli getto dla żydowskich mieszkańców. Przebywało w nim około 1000 osób. 27 maja 1942 roku Niemcy zlikwidowali getto, a Żydów zamordowali na terenie cukrowni Stefanówka. Sprawcami zbrodni było Gestapo i SD z Winnicy, Einsatzkommando 5 oraz ukraińska policja. 
Status osiedla typu miejskiego posiada od 1956 r.
W 1989 liczyło 7198 mieszkańców.
W 2013 liczyło 6591 mieszkańców.

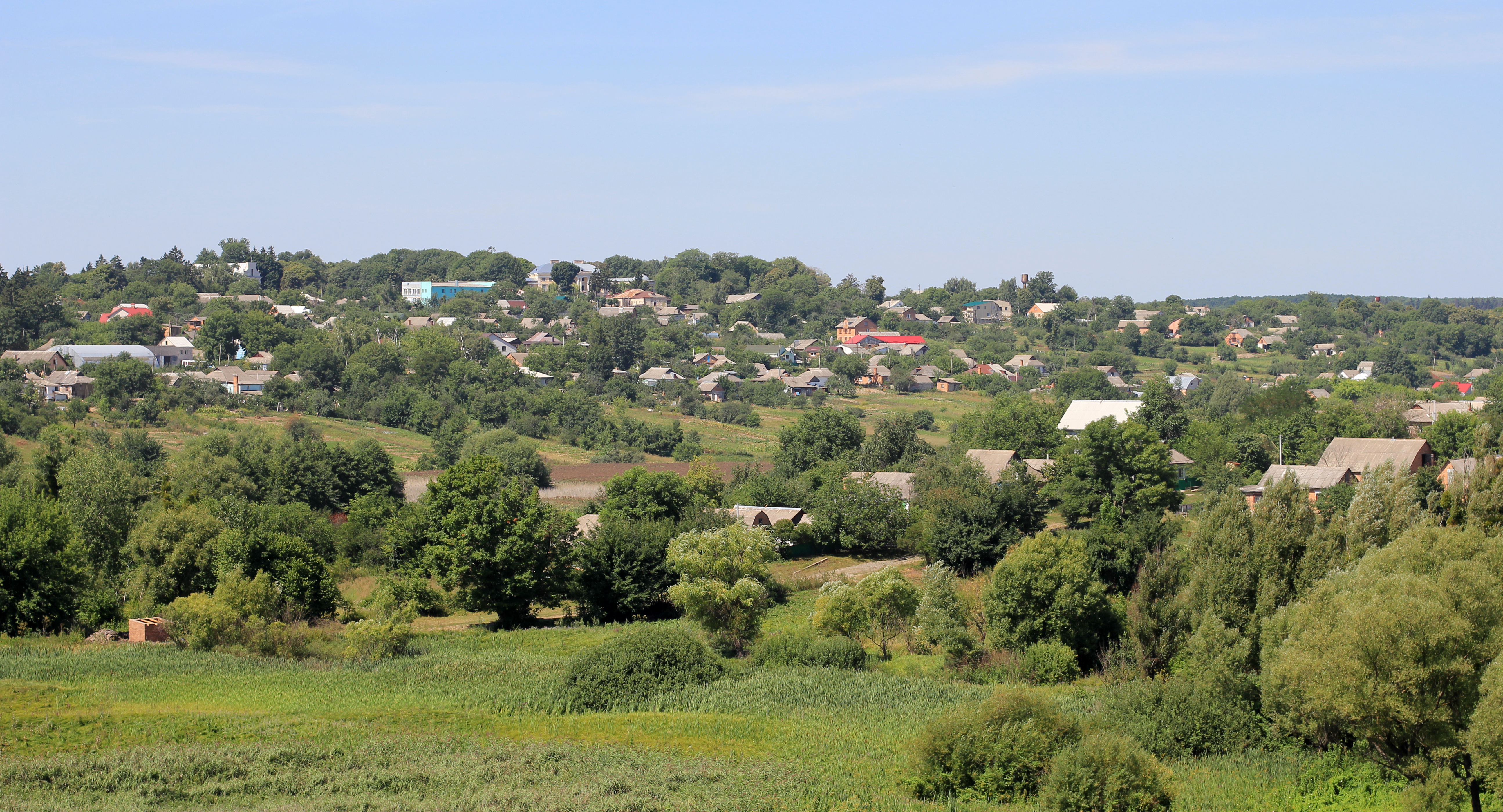
Woronowycia
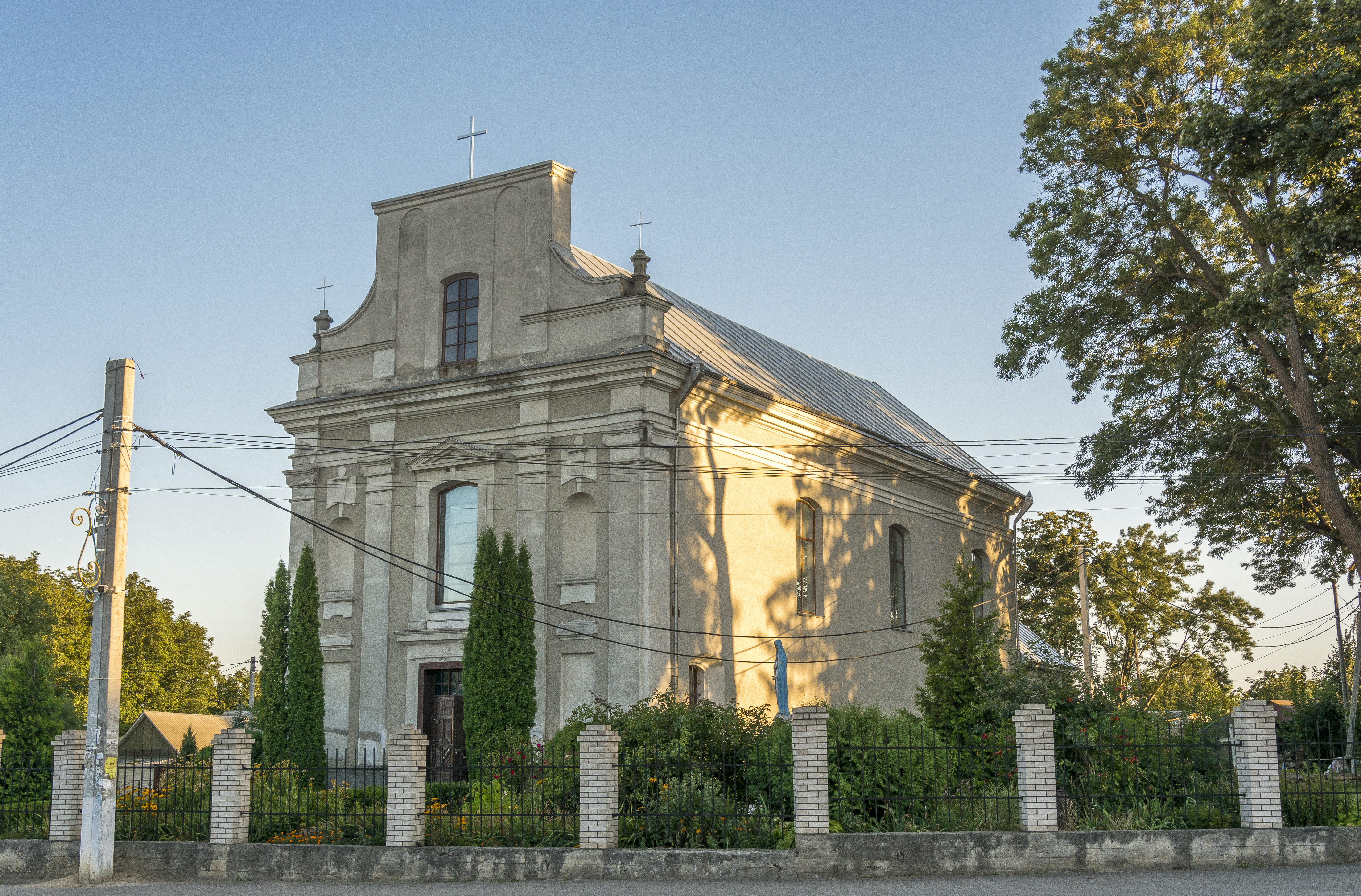
kościół pw. św. Michała Archanioła

## Pałac
- pałac wybudowany w latach 1780–1790 w stylu klasycystycznym przez Franciszka Ksawerego Grocholskiego[7]. Od frontu portyk z ośmioma kolumnami po dwie o kapitelach korynckich i półkoliste skrzydła po bokach[8].
- kościół pw. św. Michała Archanioła – murowany, wzniesiony w stylu klasycystycznym przez Franciszka Ksawerego Grocholskiego w 1793 r., konsekrowany przez biskupa kamienieckiego Franciszka Mackiewicza w 1838 r., zamieniony na cele świeckie w 1935 r., przywrócony do kultu religijnego po 1991 r., obsługiwany przez księży diecezjalnych z parafii pw. Miłosierdzia Bożego w Winnicy[4].

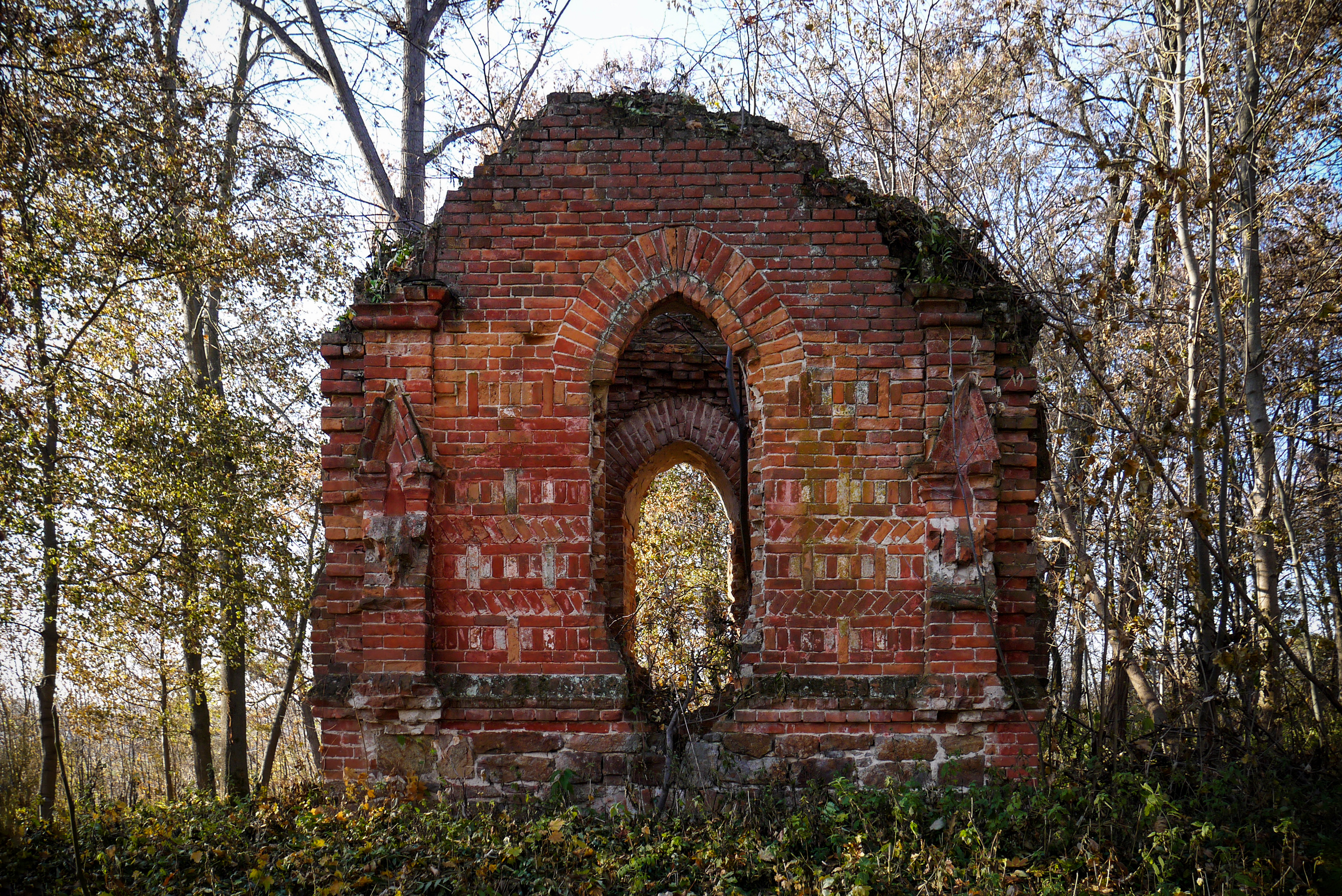
Kaplica cmentarza
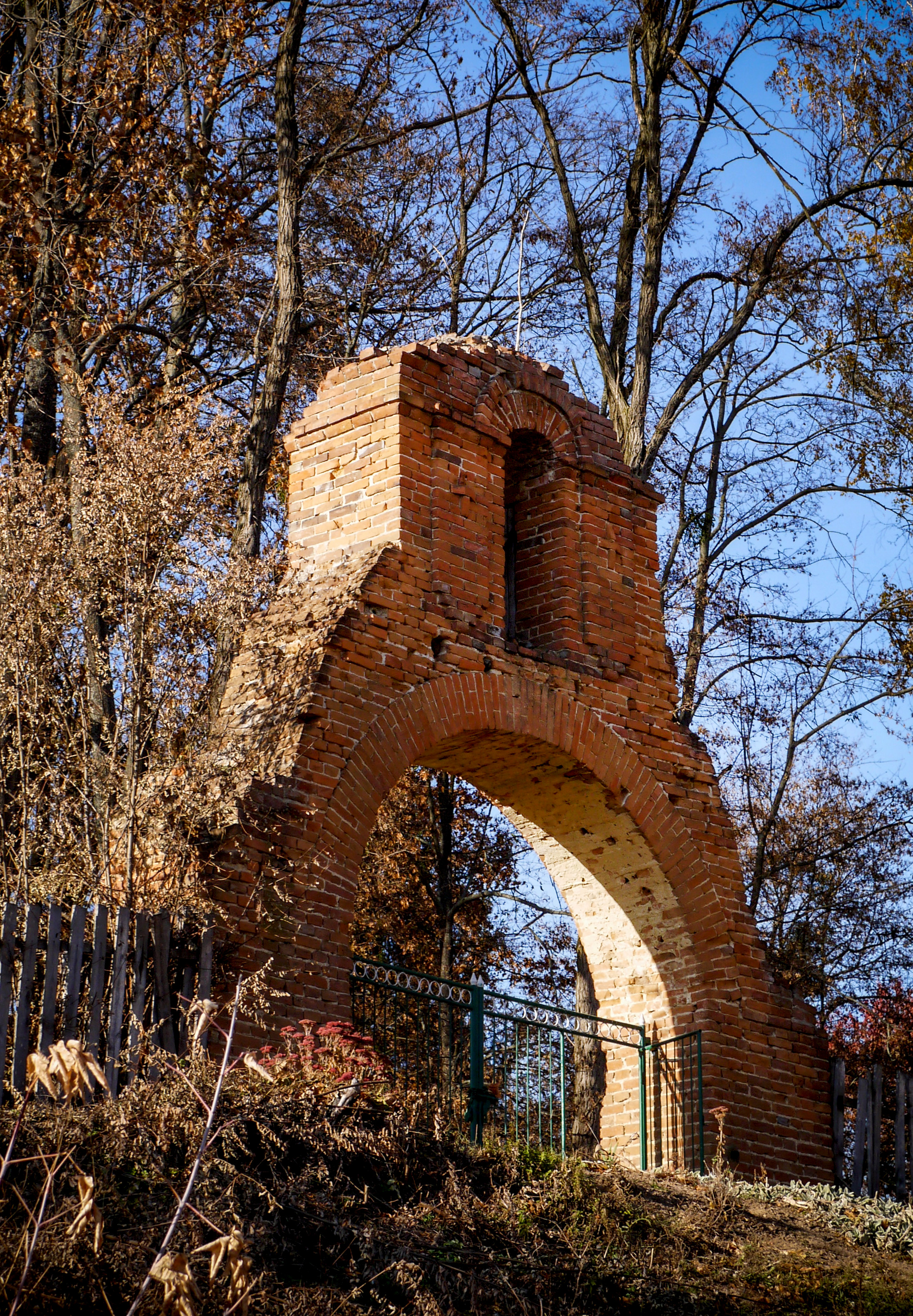
Brama cmentarza
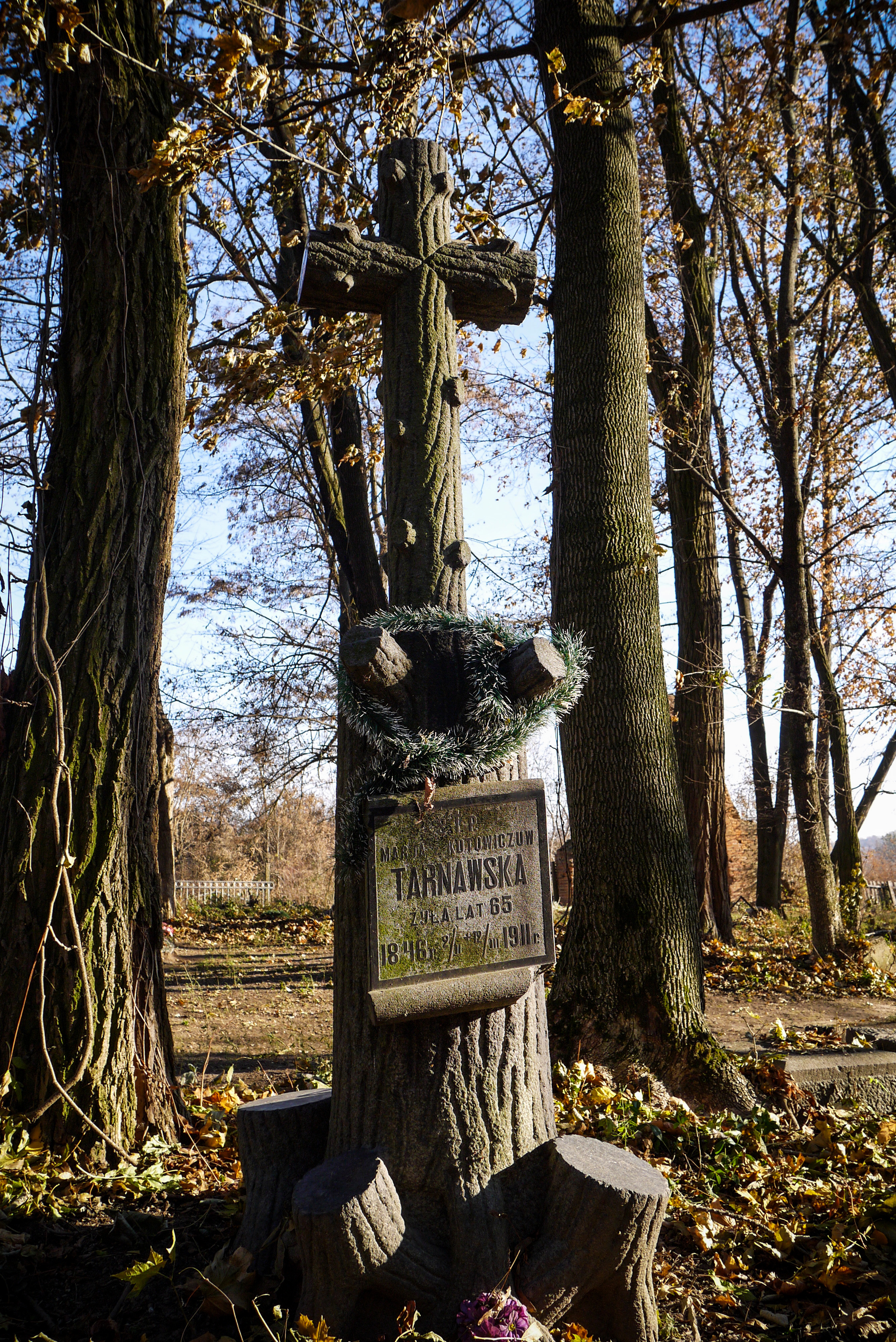
Cmentarz rzymskokatolicki